# NNTP
Network News Transfer Protocol (NNTP - giao thức chuyển tin trong mạng máy tính) là giao thức tầng ứng dụng dùng để đọc và gửi các bài viết Usenet cũng như gửi tin tức giữa các server tin tức (news server).
Tháng 3 năm 1986, Brian Kantor ở Đại học California, San Diego và Phil Lapsley ở Đại học California, Berkeley đã hoàn tất RFC 977 - đặc tả cho giao thức NNTP.
NNTP là một giao thức tiêu chuẩn quy định việc gửi thông tin, phân phát, tìm kiếm và lưu trữ các bài báo trên Internet. Công nghệ này thường được sử dụng trong các nhóm thảo luận, còn được gọi là Usenet hay newsgroup. Dịch vụ NNTP của Microsoft được cài mặc định trên các máy chủ chạy Windows 2000 và ở chế độ chạy trên Windows NT 4.0 nếu có cài Option Pack. Tuy nhiên, không có nhóm được lập một cách mặc định và hệ thống chỉ có thể gặp nguy hiểm nếu các chế độ của các newsgroup cho phép chấp nhận gửi tin. Windows NT 4.0 nếu bị tấn công do lỗ hổng này có thể phục hồi bằng cách khởi động lại máy, còn Windows 2000 có khả năng tự động khôi phục dịch vụ.